# Otto-von-Guericke-Denkmal

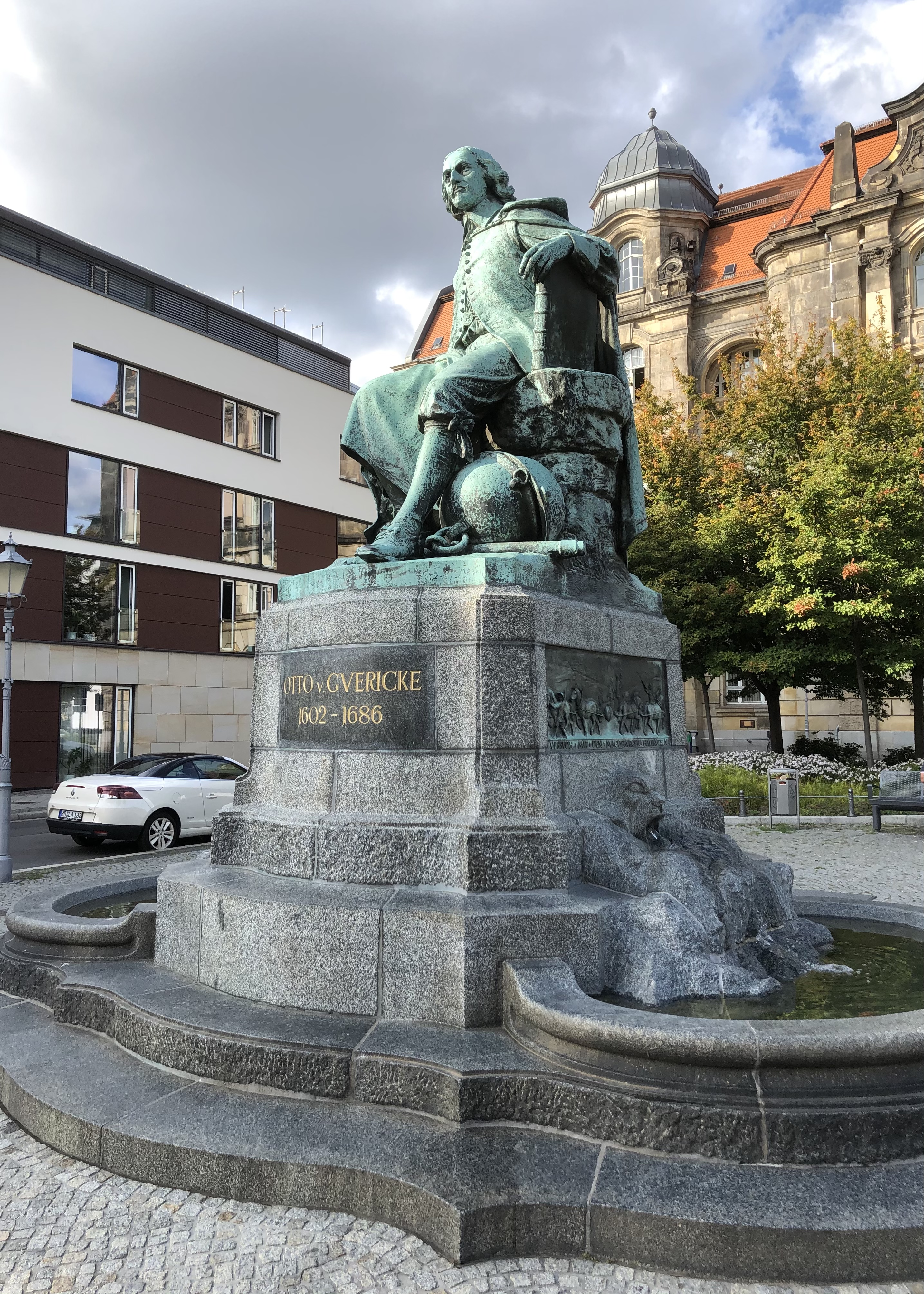
Otto-von-Guericke-Denkmal, 2021

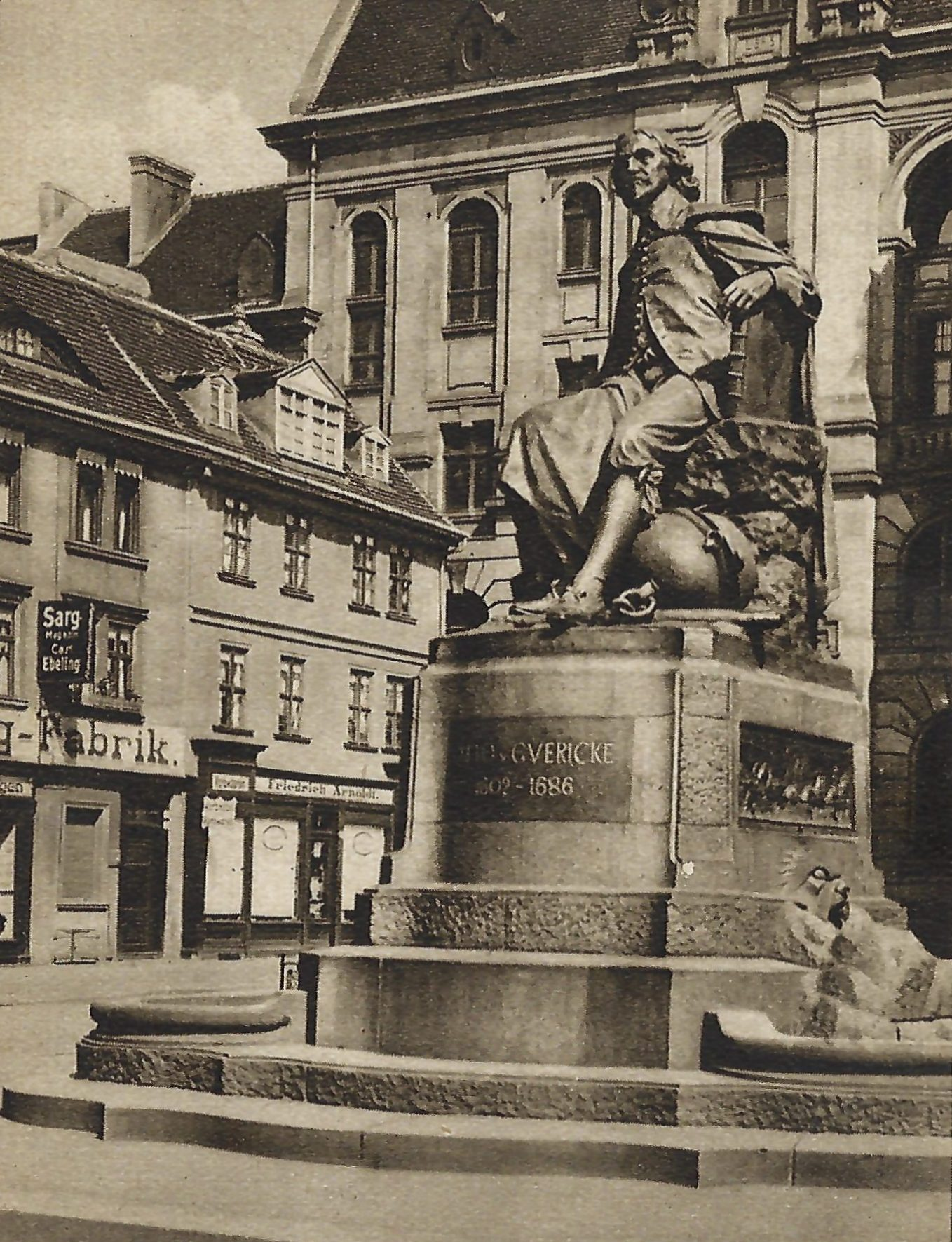
Denkmal 1933 oder etwas früher

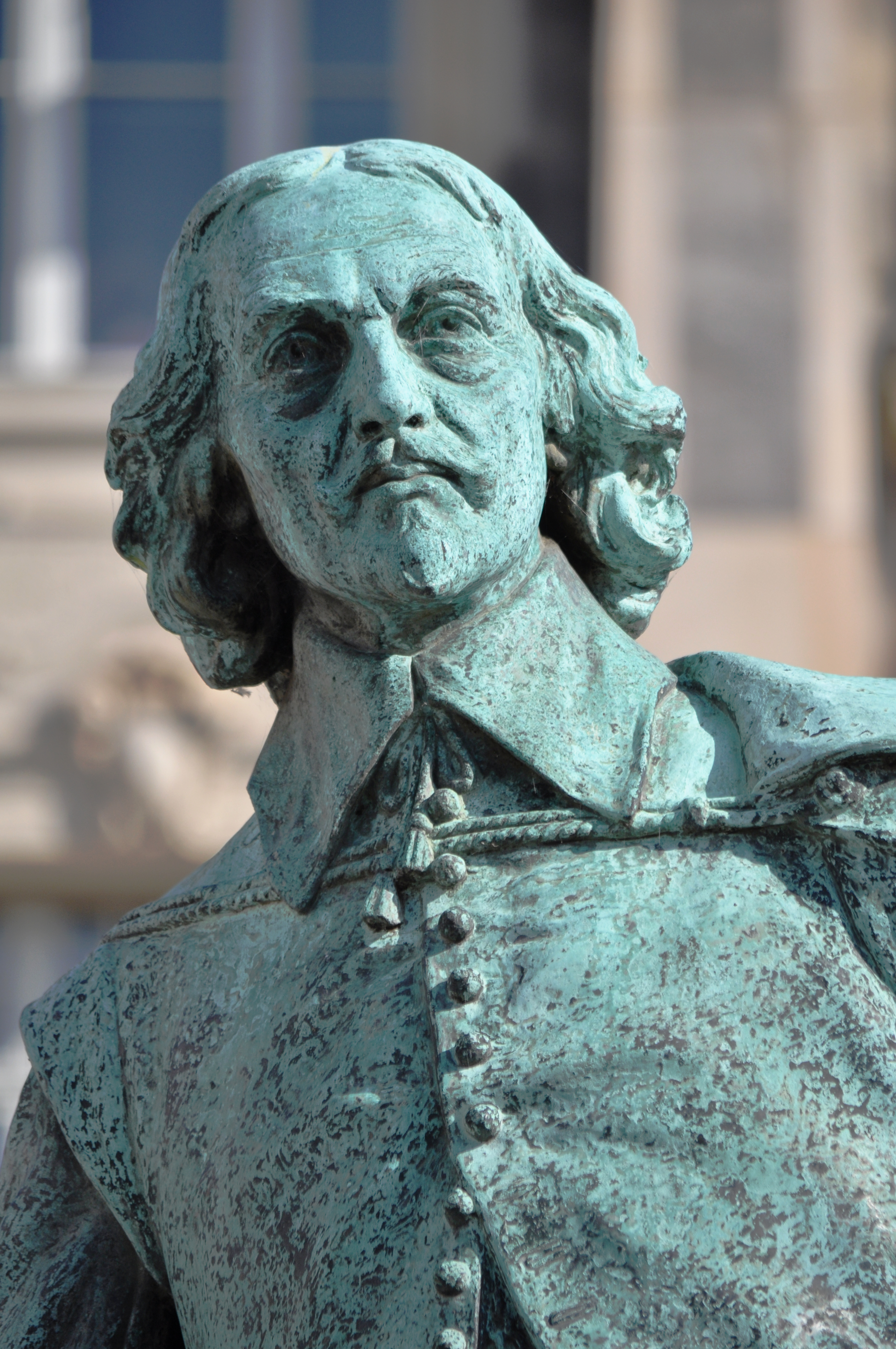
Detail der Guericke-Statue, 2013

Das Otto-von-Guericke-Denkmal ist ein denkmalgeschütztes Denkmal für Otto von Guericke in Magdeburg in Sachsen-Anhalt.

## Lage
Das Denkmal befindet sich zentral und das Ortsbild prägend auf dem Platz Bei der Hauptwache in der Magdeburger Altstadt, nordöstlich des Alten Markts.

## Gestaltung und Geschichte
Das zu Ehren des Naturwissenschaftlers und Magdeburger Bürgermeisters Otto von Guericke (1602–1686) errichtete Denkmal entstand im Jahr 1907. Geschaffen wurde es vom Bildhauer Carl Echtermeier, der die Statue bereits 1906 schuf. Es besteht aus einer überlebensgroßen, von Guericke sitzend darstellenden Bronzestatue. Die Kleidung entspricht zeitgenössischen Vorbildern. Am linken Fuß liegen zwei große Halbkugeln, die auf den bekannten Magdeburger Halbkugelversuch Guerickes zum Nachweis des Vakuums und damit seine wissenschaftliche Tätigkeit hinweisen. In der linken Hand hält er darüber hinaus ein Buch. Guericke sitzt auf Trümmerstücken, was ein Hinweis auf seine Zeit als Bürgermeister Magdeburgs nach der Zerstörung der Stadt im Jahr 1631 ist.
Die Statue steht auf einem im Jugendstil gestalteten mehrstufigen Sockel. Links und rechts befinden sich Wasserbecken, in die sich als Masken gestaltete Wasserspeier ergießen. Oberhalb der Becken befinden sich Bronzereliefs und Inschriftentafeln. Auch die Reliefs stellen den Halbkugelversuch dar.

## Inschriften
Auf der nach Süden weisenden Vorderseite befindet sich unterhalb der Statue die Inschrift:
Die nach Norden weisende Rückseite trägt die Inschrift:
Auf der Westseite befindet sich als Relief eine Stadtansicht Magdeburgs, die aus östlicher Richtung Magdeburg vor der Zerstörung der Stadt im Jahr 1631 zeigt. Unterhalb der Stadtansicht befindet sich der Text:
Die Ostseite ziert ein den Halbkugelversuch darstellendes Bronzerelief mit der Inschriftenzeile:
Auf der Rückseite des Sockels befindet sich die auf den Bildhauer und das Jahr der Herstellung der Statue verweisende Inschrift C. ECHTERMEIER 1906.
Im örtlichen Denkmalverzeichnis ist das Denkmal unter der Erfassungsnummer 094 06145 als Baudenkmal verzeichnet.